# Gracyn Wheeler Kelleher

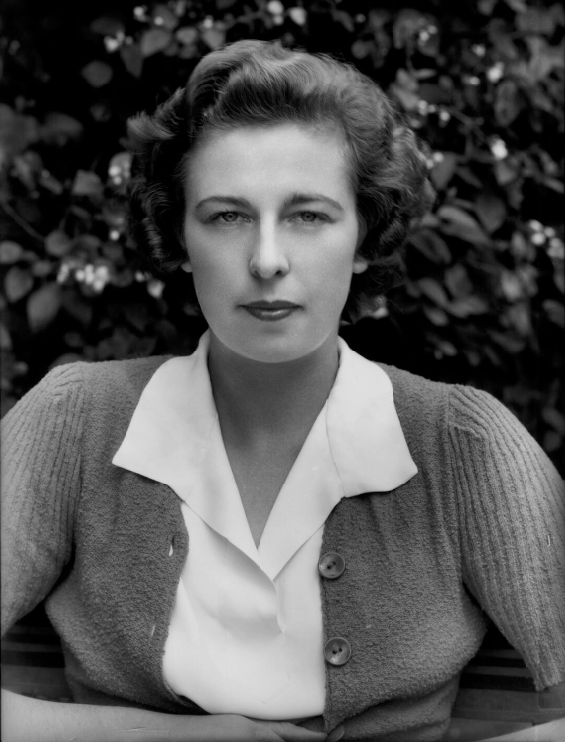
Gracyn Wheeler (1938)

Gracyn Wheeler Kelleher (* 2. Juli 1914; † 11. Oktober 1980 in Los Angeles) war eine US-amerikanische Tennisspielerin.

## Leben
Gracyn Weymouth Wheeler wuchs in Santa Monica auf und spielte Tennis an der dortigen Highschool. Ab 1932 studierte sie am Kolleg für Letters und Science an der University of California, Los Angeles. Sie besuchte auch die University of Southern California.
1932 wurde sie nationale Meisterin im Juniorinnendoppel mit Katherine Winthrop. 1932 und 1933 gewann sie die Oregon State Championships, 1932 die British Columbia Lawn Tennis Championships, 1933 die Canadian Lawn Tennis Championships in Vancouver und 1934 war sie beim Tri States Tennis Tournament in Cincinnati siegreich. Ab 1935 nahm sie an den U.S. National Championships teil. Ihr bestes Resultat dort erreichte sie 1936 mit dem Einzug ins Viertelfinale gegen Alice Marble. Sie schlug diese aber im selben Jahr im Finale bei den Pacific Southwest Championships in Los Angeles.
1938 und 1939 unternahm sie mehrmonatige Tennisreisen durch Europa, bei denen sie auch einige Turniersiege erzielte, so 1938 in Rom. 1938 nahm sie auch erstmals in Wimbledon teil. 1939 gewann sie bei den Internationalen Deutschen Hallen-Tennismeisterschaften in Bremen sowohl das Einzel als auch das Damendoppel mit Thilde Dietz. Bei den Internationalen Tennismeisterschaften von Deutschland sicherte sie sich mit ihrem Landsmann Gene Smith den Mixed-Wettbewerb. In Paris spielte sie Mixed mit Bobby Riggs, ansonsten viel mit Henner Henkel, so auch in Wimbledon.
1940 heiratete sie den Tennisspieler und Juristen Robert J. Kelleher. Sie bekamen die beiden Kinder R. Jeffrey (* 1945) und Karen Kathleen. 1947 gewann sie noch einmal die Canadian Lawn Tennis Championships. 1955 reiste sie mit ihrem Mann nochmals nach Wimbledon, um dort mit ihm am Mixed-Wettbewerb teilzunehmen. Mit Mary Terán de Weiss bestritt sie auch das Damendoppel, in dem sie in der ersten Runde von Inge Pohmann und Erika Vollmer geschlagen wurden.

## Quelle
- Tennis Champion Kelleher Dies, Nachruf in der Los Angeles Times vom 13. Oktober 1980, S. 44